# Nossa Senhora da Conceição (Vila Real)
Nossa Senhora da Conceição is een plaats (freguesia) in de Portugese gemeente Vila Real en telt 7846 inwoners (2001).